# جولي أولت
جولي أولت (بالإنجليزية: Julie Ault)‏ هي أمينة متحف أمريكية، ولدت في 1957.